# Josef Kurzawski

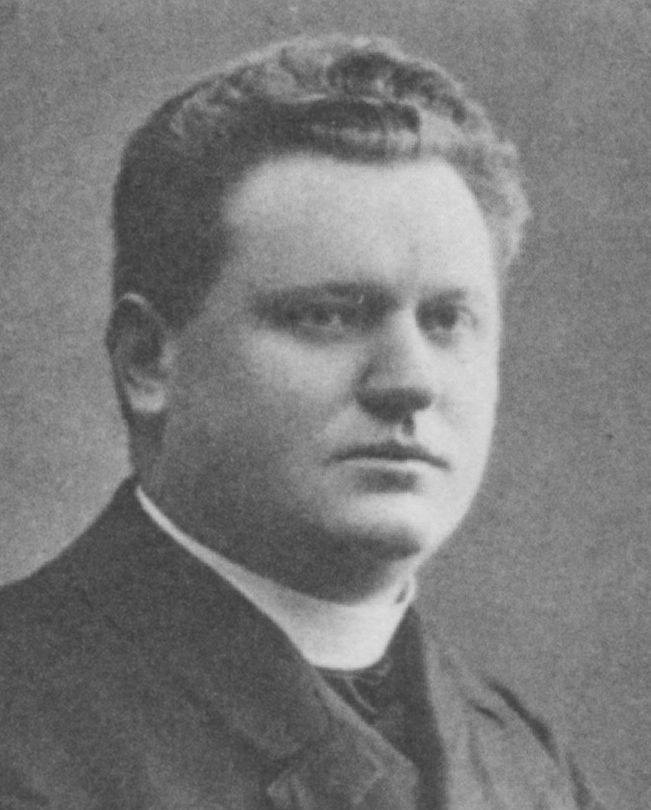
Josef Kurzawski als Reichstagsabgeordneter 1912

Josef Kurzawski, polnisch: Józef Kurzawski, (* 8. März 1870 in Kotlow; † 7. Februar 1925 in Posen) war katholischer Geistlicher und Mitglied des Deutschen Reichstags.

## Leben
Kurzawski besuchte die Gymnasien zu Rogasen und Ostrowo, die Priesterseminare zu Posen und Gnesen und wurde ausgeweiht am 23. Juni 1895. Er war Vikar zu Kościelec (Kreis Hohensalza) und Zippnow (Kreis Deutsch Krone), danach Vikar und Gymnasialreligionslehrer zu Hohensalza und seit 1902 Propst in Pakosch. Ferner war er Korrespondent an theologischen Fachblättern, polnischen und deutschen Zeitungen, besonders auf dem Gebiete der Sozialpolitik. Auch war er Mitglied und Vorsitzender mehrerer Vereine und Vorstandsmitglied zweier Genossenschaften.
In einer Nachwahl am 7. April 1911 wurde er im Wahlkreis Posen 8 (Jarotschin – Koschmin – Pleschen – Krotoschin) in das Preußische Abgeordnetenhaus gewählt, dem er bis 1913 angehörte. Von 1912 bis 1918 war er Mitglied des Deutschen Reichstags für den Wahlkreis Regierungsbezirk Bromberg 2 (Wirsitz – Schubin – Znin) und die Polnische Fraktion.